# Södra Teden
Södra Teden är en sjö i Åtvidabergs kommun i Östergötland och ingår i Motala ströms huvudavrinningsområde. Sjön har en area på 0,687 kvadratkilometer och ligger 61 meter över havet. Sjön avvattnas av vattendraget Kumlaån.

## Delavrinningsområde
Södra Teden ingår i det delavrinningsområde (647157-151047) som SMHI kallar för Utloppet av Norra Teden. Medelhöjden är 75 meter över havet och ytan är 27,12 kvadratkilometer. Det finns inga avrinningsområden uppströms utan avrinningsområdet är högsta punkten. Kumlaån som avvattnar avrinningsområdet har biflödesordning 2, vilket innebär att vattnet flödar genom totalt 2 vattendrag innan det når havet efter 71 kilometer. Avrinningsområdet består mestadels av skog (38 procent), öppen mark (13 procent) och jordbruk (35 procent). Avrinningsområdet har 2,42 kvadratkilometer vattenytor vilket ger det en sjöprocent på 8,9 procent. Bebyggelsen i området täcker en yta av 0,68 kvadratkilometer eller 2 procent av avrinningsområdet.